# Carlos Dimitri Zozimar
Carlos Dimitri Zozimar est un joueur de football malgache né à Madagascar le 16 février 1988. Son poste de prédilection est attaquant.

## Parcours
- Académie : Academie-JMG Ny Antsika Madagascar
- Promotion : Garrincha
- Date d'arrivée à l'académie : 	17 février 2001
- Club actuel : 	Club Académie JMG
- Clubs précédents :
- Sélection nationale : 	Madagascar
- Nombre de sélections : 13

## Statistiques
- Matchs joués au total : 36

## Sélection
- Matchs joués cette saison : 4
- Total des matchs joués en championnat : 43
- Nombre de buts : 14